# Giovanni Benedetto Platti
Giovanni Benedetto Platti (ur. 9 lipca 1697 w Wenecji, zm. 11 stycznia 1763 w Würzburgu) – włoski kompozytor epoki baroku.
Uczył się gry i śpiewu we Włoszech. W 1722 wyjechał do Niemiec. Przez blisko dwadzieścia pięć lat był nadwornym muzykiem w Würzburgu. Tworzył sonaty i koncerty na klawesyn. Ożenił się z Teresą Langprückner, z którą miał ośmioro dzieci.